# 코이즈미 모에카
코이즈미 모에카(小泉萌香) 은 일본의 여성 성우이다.어뮤즈 소속.

## 개요
1996년 2월 27일생, 효고 현 아마가사키시 출신.오사카 예술 대학 졸업.
취미는 아카펠라, 영화 감상, 특기로 코러스 워크, 들은 곡에 바로 코러스를 붙여서 부르는 것을 꼽았다.
본인 권장의 별명은 "모에 피". 요즘은 "피쯔피"을 스스로 쓸 때가 있다(대부는 사시데 구아).

## 인물
2014년에 "아뮤즈 오디션 훼스 2014"노래 말·성우 부문에서 그랑프리를 획득.
2021년 2월 iPhone가 침수로 고장 난 가능성을 트윗.거기서 "소녀 ☆ 가극 레우유ー스타아라이토"에서 공연 경험이 있는 사토오 히나타와 교환을 하면서, iPhone을 샤워로 씻고 있었던 것이 판명( 씻던 것은 몇년 전으로). 한때는 "iPhone샤워"가 트렌드에서 세계 1위를 차지하게 화제가 됐다.이 이후 작품의 출연자를 비롯한 다양한 장소에서 만지작거리며"D4DJ"에서는 "스마트 폰 마스터"라고 쓴 고이즈미의 신춘 휘호가 전시되어,"러브 라이브!무지개가 사키 학원 학원 아이돌 동호회"에서는 라이브 제품의 방수 스마트 폰 케이스를 라이브 중에 소개했을 때 다시 되풀이되고 트렌드에 들어고 하는 상황에서 완전히"iPhone을 샤워로 씻은 사람"으로 정착했다.

## 출연

### 게임
- 소녀 ☆ 가극 레뷰 스타라이트 -Re LIVE-(다이바 나나)
- 키라라 판타지아(스이센)
- 케모노 프렌즈 3(태즈메이니아 데빌)
- 러브 라이브!스쿨 아이돌 페스티벌 ALL STARS(미후네 시오리코)

### 애니메이션
- 오드 택시(이치무라 시호)
- 소녀 ☆ 가극 레뷰 스타라이트(다이바 나나)
- D4DJ First Mix(사사고 제니퍼 유카)
- D4DJ Petit Mix(사사고 제니퍼 유카)
- 포션빨로 연명합니다!(에밀)
- 러브 라이브!니지가사키 학원 스쿨 아이돌 동호회(미후네 시오리코)

### 라디오 전송 프로그램
- 라디오 『 케모노 프렌즈 3』 우리!×쟈파리단!
- 『 케모노 프렌즈 3』 두근 두근 떨리는 탐험 리포트

### 기타
- 미디어 믹스 프로젝트 『D4DJ』(사사고 제니퍼 유카)

### 무대
- "STRAYDOG"Produce공연 무대"마음은 고독한 아톰"
- 방과 후 전기(신주쿠 마을 LIVE)
- 연극 밥 episode.01『 여우들이 원무의 밤 』
- 연극 밥 episode.05『 Love Revolution No.3』
- 소녀 ☆ 가극 레뷰 스타라이트(다이바 나나)
- -The LIVE-#1
- -The LIVE-#1 revival
- -The LIVE- #2 Transition）
- -The LIVE- #2 revival
- 무대 드라마 디자인사 공연 게이트 시티의 사랑(나루미야 텔히토)
- Otona Project 제스물 두편 연극 유닛[폭주 어른 초등생] 제여덟번 전교 집회 『 무대판"마법 소녀(?)마술의 정자 실리카"☆ 제일 소거 매지컬 대전 ☆ 』(발세롯톰ー은)
- 무대 이윽고 네가 된다(나나미 토우코)
- 연극 밥 『 여우들이 원무의 밤 』(미사)